# 马卡尼奥-皮诺和韦达斯卡
马卡尼奥-皮诺和韦达斯卡（義大利語：Maccagno con Pino e Veddasca）是意大利伦巴第大区瓦雷澤省的市镇。面积为30.06平方公里，2018年人口数量为2616人。
该市镇是在2014年2月4日由马卡尼奥、马焦雷湖畔皮诺及韦达斯卡三个市镇合并而成。